# Wiha

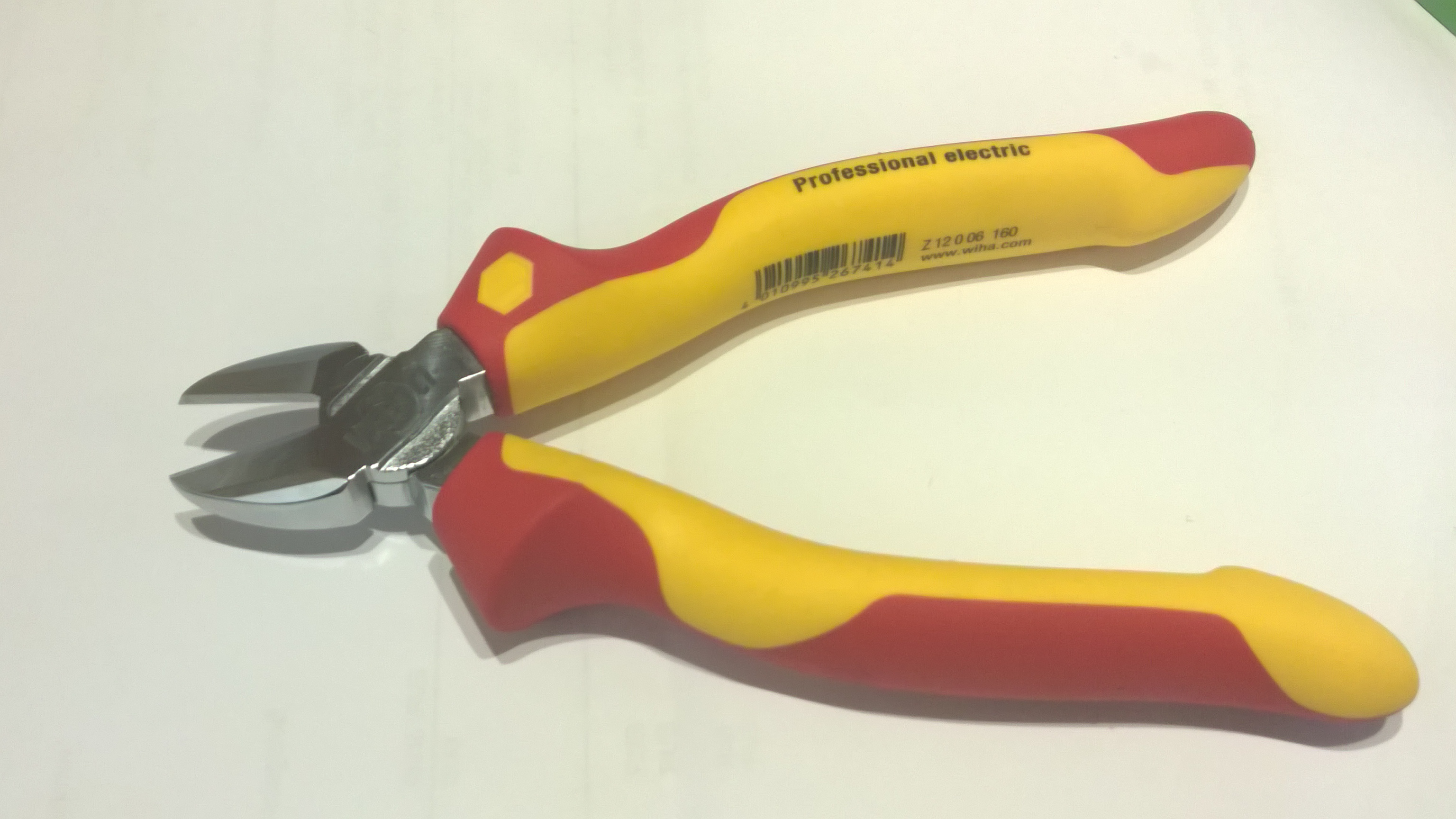
Draadschaar voor elektrotechniek

Wiha is een Duitse producent van handgereedschap voor de handel en industrie.
Het hoofdkantoor staat in Schonach im Schwarzwald in Baden-Württemberg. Met zijn ongeveer 750 werknemers produceert en verkoopt Wiha meer dan 3500 verschillende werktuigen. Het assortiment bestaat hoofdzakelijk uit schroevendraaiers, momentsleutels, combiklingensystemen, stiftsleutels, bits, tangen, kunststof hamers, meetgereedschap, gelede slangen, VDE- en ESD-gereedschap en edelstaal-gereedschap. 

## Geschiedenis
In 1939 begon stichter Willi Hahn het bedrijf in Wuppertal met de productie van metaalwerk. Vier jaar later, rond juni 1943, verplaatste Hahn de bedrijfsvestiging naar Schonach.
In 1947 begon de productie van schroevendraaiers (in plaats van wat voornamelijk moeren en bouten was). In 1966 kocht Wiha een fabriek in de gemeente Mönchweiler. Verder bezat Wiha een fabriek in Buchs (Zwitserland), een fabriek in Polen en een fabriek in Vietnam. In 1985 bouwde Wiha een vestiging in de VS (tegenwoordig onder de naam "Willi Hahn Corp."). In de loop van de tijd zijn er ook vestigingen verschenen in Frankrijk, Spanje, Engeland, Denemarken, Polen, China en Vietnam (2007). Daarop breidde Wiha verder uit in Thailand, India, Canada en het Aziatisch-Pacifisch gebied.